# Харпер, Ясмин
Ясмин Харпер (англ. Yasmin Harper; род. 28 июля 2000, Честер, Северо-Западная Англия) — британская прыгунья в воду, бронзовый призёр летних Олимпийских игр 2024 года, трёхкратный призёр чемпионатов мира, призёр чемпионата Европы 2022 года.

## Биография
Ясмин Харпер родилась в 2000 году в Англии.
В Фукуоке, в 2023 году, на чемпионате мира стала серебряным призёром в синхронных прыжках с трёхметрового трамплина в паре со Скарлетт Мью Дженсен. В Риме, на чемпионате Европы 2022 года, в синхронных прыжках с трёхметрового трамплина стала бронзовым призёром.
В 2024 году, в Дохе, Харпер стала бронзовым призёром чемпионата мира в синхронных прыжках с трёхметрового трамплина в паре со Скарлетт Мью Дженсен.
На летних олимпийских играх в Париже, в синхронных прыжках с трёхметрового трамплина стала бронзовым призёром олимпийского турнира. Её партнёршей была со Скарлетт Мью Дженсен, а итоговый результат составил — 302,28 баллов.
В 2025 году на чемпионате мира в Сингапуре в синхронных прыжках с трёхметрового трамплина завоевала серебряную медаль. 